# Antonio Alonso Bermejo
Antonio Alonso Bermejo (17. ledna 1678 Nava del Rey – 14. září 1758 Nava del Rey) byl španělský filantrop a františkánský terciář.

## Život
Narodil se 17. ledna 1678 v Nava del Rey jako syn Andrése Alonsa a Isabely Bermejo. Pokřtěn byl 29. ledna v kostele svatého Jana. Již od dětství byl velmi skromný a jeho rodiče ho vedli ke křesťanským zásadám.
Podle dobových svědectví byl člověkem přísným a nábožensky disciplinovaným. Toužil vstoupit do Hospitálského řádu sv. Jana z Boha, ale kvůli vadě zraku nemohl složit řeholní sliby. Poté vstoupil do Sekulárního františkánského řádu. Smrt nejbližších příbuzných a touha zasvětit se charitativnímu dílu ho přiměla roku 1705 odejít do nemocnice San Miguel, které odkázal značný majetek. Díky jeho daru nemocnice získala potřebné vybavení a zřídila oratoř, která se později stala kostelem. Vlastnoručně se podílel na přestavbě nemocnice.
Roku 1722 založil Bratrstvo Svaté Kristovy školy a roku 1730 Bratrstvo Panny Marie. Jako poutník navštívil Řím a Loreto.
Zemřel 14. listopadu 1758.

## Proces svatořečení
Proces byl zahájen 5. prosince 1764 ve valladolidské arcidiecézi. Dne 8. prosince 1860 uznal papež Pius IX. jeho hrdinské ctnosti.